# Slovenska popevka 1964
Slovenska popevka 1964 je potekala v Hali A ljubljanskega Gospodarskega razstavišča. Festival, katerega geslo je bilo »Iščemo slovensko popevko!«, je trajal tri večere, od 21. do 23. maja, ki sta jih povezovala Nataša Dolenc in Vili Vodopivec. Nad organizacijo je bdel Miha Rigl.

## Nastopajoči
Vsako pesem sta v alternaciji vsak po svoje interpretirala dva izvajalca. Prvega je spremljal Instrumentalni ansambel Mojmirja Sepeta (Milan Ferlež in Mitja Butara – kitara; Mojmir Sepe – klavir; Boris Vede – bas; Dušan Popovič – bobni), drugega pa Zabavni orkester RTV Ljubljana pod vodstvom Maria Rijavca. Predstavilo se je 18 pesmi, predhodno izbranih izmed 81 prispelih na razpis.
| #   | 1. izvajalec    | 2. izvajalec      | Naslov pesmi                  | Avtor glasbe                  | Avtor besedila     | Avtor aranžmaja | Uvrstitev v finale |
| --- | --------------- | ----------------- | ----------------------------- | ----------------------------- | ------------------ | --------------- | ------------------ |
| 1.  | Nino Robič      | Marjana Deržaj    | Čez veliko let                | Jure Robežnik                 | Gregor Strniša     | Jure Robežnik   | ✗                  |
| 2.  | Matija Cerar    | Katja Levstik     | Dež, noč                      | Matija Cerar                  | Feri Souvan        | Ati Soss        | ✓                  |
| 3.  | Vlado Bezjak    | Stane Mancini     | Jeseni list oveni             | Srečko Satler                 | Nada Satler        | Borut Lesjak    | ✗                  |
| 4.  | Irena Kohont    | Simeon Gugulovski | Lipova rumba                  | Bojan Adamič                  | Vitomil Zupan      | Bojan Adamič    | ✗                  |
| 5.  | Rafko Irgolič   | Elda Viler        | Molče                         | Boris Kovačič                 | Svetlana Makarovič | Ati Soss        | ✗                  |
| 6.  | Sonja Berce     | Ivanka Kraševec   | Ostalo bo staro drevo         | Pavel Mihelčič                | Borut Finžgar      | Ati Soss        | ✓                  |
| 7.  | Majda Sepe      | Irena Kohont      | Papirnati cvet                | Jure Robežnik                 | Gregor Strniša     | Jure Robežnik   | ✗                  |
| 8.  | Marjana Deržaj  | Beti Jurković     | Poletna noč                   | Mojmir Sepe                   | Elza Budau         | Mojmir Sepe     | ✓                  |
| 9.  | Stane Mancini   | Peter Ambrož      | Pomlad v Ljubljani            | Boris Kovačič                 | Gregor Strniša     | Mario Rijavec   | ✓                  |
| 10. | Lado Leskovar   | Nino Robič        | Poslednja postaja             | Boris Kovačič                 | Branko Šömen       | Mario Rijavec   | ✗                  |
| 11. | Marjana Deržaj  | Barbara Jarc      | Rada te imam                  | Matija Cerar                  | Feri Souvan        | Mario Rijavec   | ✓                  |
| 12. | Elda Viler      | Majda Sepe        | S teboj                       | Mojmir Sepe                   | Elza Budau         | Mojmir Sepe     | ✓                  |
| 13. | Barbara Jarc    | Jožica Svete      | Sonce sije na Portorož        | Vinko Horvat                  | Lev Svetek         | Mario Rijavec   | ✓                  |
| 14. | Beti Jurković   | Jelka Cvetežar    | Srce, le zapoj                | Matija Cerar                  | Feri Souvan        | Mario Rijavec   | ✓                  |
| 15. | Ivanka Kraševec | Sonja Berce       | Večer                         | Bojan Adamič                  | Svetlana Makarovič |                 | ✗                  |
| 16. | Beti Jurković   | Lado Leskovar     | Verujem v pravljice           | Jure Robežnik                 | Gregor Strniša     | Jure Robežnik   | ✓                  |
| 17. | Rafko Irgolič   | Matija Cerar      | Z Mojco plesal bi cha-cha-cha | Matija Cerar                  | Feri Souvan        | Borut Lesjak    | ✓                  |
| 18. | Katja Levstik   | Rafko Irgolič     | Zvonec                        | Slavko Avsenik, Vilko Avsenik | Gregor Strniša     | Bojan Adamič    | ✗                  |

V sobotni finale so se iz prvega večera uvrstile Verujem v pravljice, S teboj, Pomlad v Ljubljani, Z Mojco plesal bi cha-cha-cha in Rada te imam, iz drugega pa Poletna noč, Sonce sije na Portorož, Dež, noč, Ostalo bo staro drevo in Srce, le zapoj.

## Seznam nagrajencev
Nagrade občinstva
- 1. nagrada: Poletna noč Mojmirja Sepeta (glasba) in Elze Budau (besedilo) v izvedbi Marjane Deržaj v alternaciji z Beti Jurković
- 2. nagrada: Verujem v pravljice Jureta Robežnika (glasba) in Gregorja Strniše (besedilo) v izvedbi Beti Jurković v alternaciji z Ladom Leskovarjem
- 3. nagrada: Sonce sije na Portorož Vinka Horvata (glasba) in Leva Svetka (besedilo) v izvedbi Barbare Jarc v alternaciji z Jožico Svete

Nagrada strokovne žirije za glasbo
- Boris Kovačič za pesem Poslednja postaja
- Jure Robežnik za pesem Čez veliko let

Nagrada za besedilo tednika Tovariš
- strokovna žirija: Branko Šömen za pesem Poslednja postaja
- bralci: Gregor Strniša za pesem Verujem v pravljice

Nagrada za najbolj vedro pesem dnevnika Večer
- Matija Cerar za pesem Dež, noč

Nagrada za aranžma
- Mario Rijavec za pesem Poslednja postaja